# Rondeletia (vis)
Rondeletia is een geslacht van straalvinnige vissen uit de familie van papilvissen (Rondeletiidae).

## Soorten
- Rondeletia bicolor Goode & Bean, 1895
- Rondeletia loricata Abe & Hotta, 1963